# Municipio de Skandia (Minnesota)
El municipio de Skandia (en inglés: Skandia Township) es un municipio ubicado en el condado de Murray en el estado estadounidense de Minnesota. En el año 2010 tenía una población de 172 habitantes y una densidad poblacional de 1,86 personas por km².

## Geografía
El municipio de Skandia se encuentra ubicado en las coordenadas 44°8′45″N 95°52′25″O / 44.14583, -95.87361. Según la Oficina del Censo de los Estados Unidos, el municipio tiene una superficie total de 92.52 km², de la cual 90,98 km² corresponden a tierra firme y (1,67 %) 1,54 km² es agua.

## Demografía
Según el censo de 2010, había 172 personas residiendo en el municipio de Skandia. La densidad de población era de 1,86 hab./km². De los 172 habitantes, el municipio de Skandia estaba compuesto por el 99,42 % blancos, el 0,58 % eran afroamericanos. Del total de la población el 1,74 % eran hispanos o latinos de cualquier raza.